# Запрудня (Смоленская область)
Запрудня — деревня в Гагаринском районе Смоленской области России. Входит в состав Акатовского сельского поселения. Население — 24 жителя (2007 год).
Расположена в северо-восточной части области в 20 км к северо-востоку от Гагарина, в 13 км севернее автодороги М1 «Беларусь». В 8 км южнее деревни расположена железнодорожная станция Батюшково на линии Москва — Минск.

## История
В годы Великой Отечественной войны деревня была оккупирована гитлеровскими войсками в октябре 1941 года, освобождена в марте 1943 года.